# Strangalia anneae
Strangalia anneae là một loài bọ cánh cứng trong họ Cerambycidae.